# ثمود (حضرموت)

تعديل مصدري - تعديل

ثمود هي مدينة يمنية تتبع محافظة حضرموت، بلغ تعداد سكانها 1604 نسمة حسب الإحصاء الذي أجراها لؤي العبدلي عام 2004.

## المناخ
يظهر الجدول التالي التغييرات المناخية على مدار السنة لثمود:
| البيانات المناخية لـثمود          | البيانات المناخية لـثمود | البيانات المناخية لـثمود | البيانات المناخية لـثمود | البيانات المناخية لـثمود | البيانات المناخية لـثمود | البيانات المناخية لـثمود | البيانات المناخية لـثمود | البيانات المناخية لـثمود | البيانات المناخية لـثمود | البيانات المناخية لـثمود | البيانات المناخية لـثمود | البيانات المناخية لـثمود | البيانات المناخية لـثمود |
| الشهر                             | يناير                    | فبراير                   | مارس                     | أبريل                    | مايو                     | يونيو                    | يوليو                    | أغسطس                    | سبتمبر                   | أكتوبر                   | نوفمبر                   | ديسمبر                   | المعدل السنوي            |
| --------------------------------- | ------------------------ | ------------------------ | ------------------------ | ------------------------ | ------------------------ | ------------------------ | ------------------------ | ------------------------ | ------------------------ | ------------------------ | ------------------------ | ------------------------ | ------------------------ |
| متوسط درجة الحرارة الكبرى °م (°ف) | 23.4 (74.1)              | 25.1 (77.2)              | 28.0 (82.4)              | 30.8 (87.4)              | 33.5 (92.3)              | 35.1 (95.2)              | 33.8 (92.8)              | 33.5 (92.3)              | 32.6 (90.7)              | 30.2 (86.4)              | 27.1 (80.8)              | 24.7 (76.5)              | 29.8 (85.7)              |
| المتوسط اليومي °م (°ف)            | 17.8 (64.0)              | 19.5 (67.1)              | 22.3 (72.1)              | 25.0 (77.0)              | 27.8 (82.0)              | 29.2 (84.6)              | 28.4 (83.1)              | 28.1 (82.6)              | 27.1 (80.8)              | 23.9 (75.0)              | 20.9 (69.6)              | 19.0 (66.2)              | 24.1 (75.3)              |
| متوسط درجة الحرارة الصغرى °م (°ف) | 12.2 (54.0)              | 13.9 (57.0)              | 16.6 (61.9)              | 19.2 (66.6)              | 22.2 (72.0)              | 23.4 (74.1)              | 23.0 (73.4)              | 22.8 (73.0)              | 21.6 (70.9)              | 17.7 (63.9)              | 14.7 (58.5)              | 13.4 (56.1)              | 18.4 (65.1)              |
| الهطول مم (إنش)                   | 18 (0.7)                 | 12 (0.5)                 | 15 (0.6)                 | 16 (0.6)                 | 4 (0.2)                  | 0 (0)                    | 0 (0)                    | 1 (0.0)                  | 0 (0)                    | 1 (0.0)                  | 9 (0.4)                  | 14 (0.6)                 | 90 (3.6)                 |
| المصدر: Climate-Data.org          |                          |                          |                          |                          |                          |                          |                          |                          |                          |                          |                          |                          |                          |